# 伊藤洋平
伊藤 洋平（いとう ようへい、1990年5月10日 - ）は、ボイスワークス所属のフリーアナウンサー。元さくらんぼテレビジョン（SAY)アナウンサー。

## 来歴・人物
島根県出身。流通科学大学商学部卒業。
山陰中央新報に勤務していたが、2017年2月にさくらんぼテレビジョンに移籍。主にサッカーJ2・モンテディオ山形など、山形県内スポーツの取材を担当。その他、警察担当記者として事件・事故の取材を担当。
2019年3月にさくらんぼテレビジョンを退社し、ボイスワークスに所属。

## 担当番組

### 現在
- news TOKYO FLAG（TOKYO MX、2020年4月1日 - ） - サブキャスター
- MX news FLAG （TOKYO MX、2021年10月1日 - ） - 日曜キャスター

### 過去
- さくらんぼテレビジョン
  - FNNさくらんぼテレビニュース
  - さくらんぼテレビ みんなのニュース
  - さくらんぼテレビ プライムニュース - スポーツキャスター、中継・リポーター、ナレーション
  - 春の高校バレー山形県代表決定戦 - ナレーション
  - Bリーグ2018-19シーズン開幕戦（パスラボ山形ワイヴァンズ vs 島根スサノオマジック） - リポーター

- 毎日新聞
  - 秋季四国地区高等学校野球大会決勝 - 実況